# Salix cinerea
Espèce
Classification APG III (2009)
Statut de conservation UICN

 LC  : Préoccupation mineure
Le Saule cendré ou Saule gris (Salix cinerea) est une espèce de plantes à fleurs de la famille des Salicacées. C'est un arbuste pouvant atteindre 6 mètres de haut.
Le Saule cendré est un saule très commun en Europe.

## Description

### Appareil végétatif

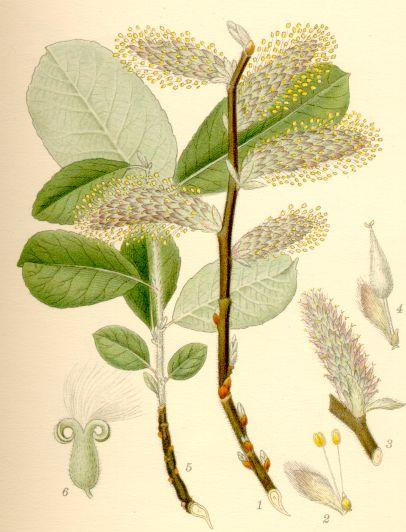
Planche descriptive du saule cendré.

Cet arbuste présente un aspect assez polymorphe. Ses feuilles sont alternes et longues (jusqu'à 12 cm), lancéolées, rugueuses, ondulées, à pointe courte. Elles offrent une couleur verte et mate au-dessus et un duvet cendré à nervures saillantes au-dessous.

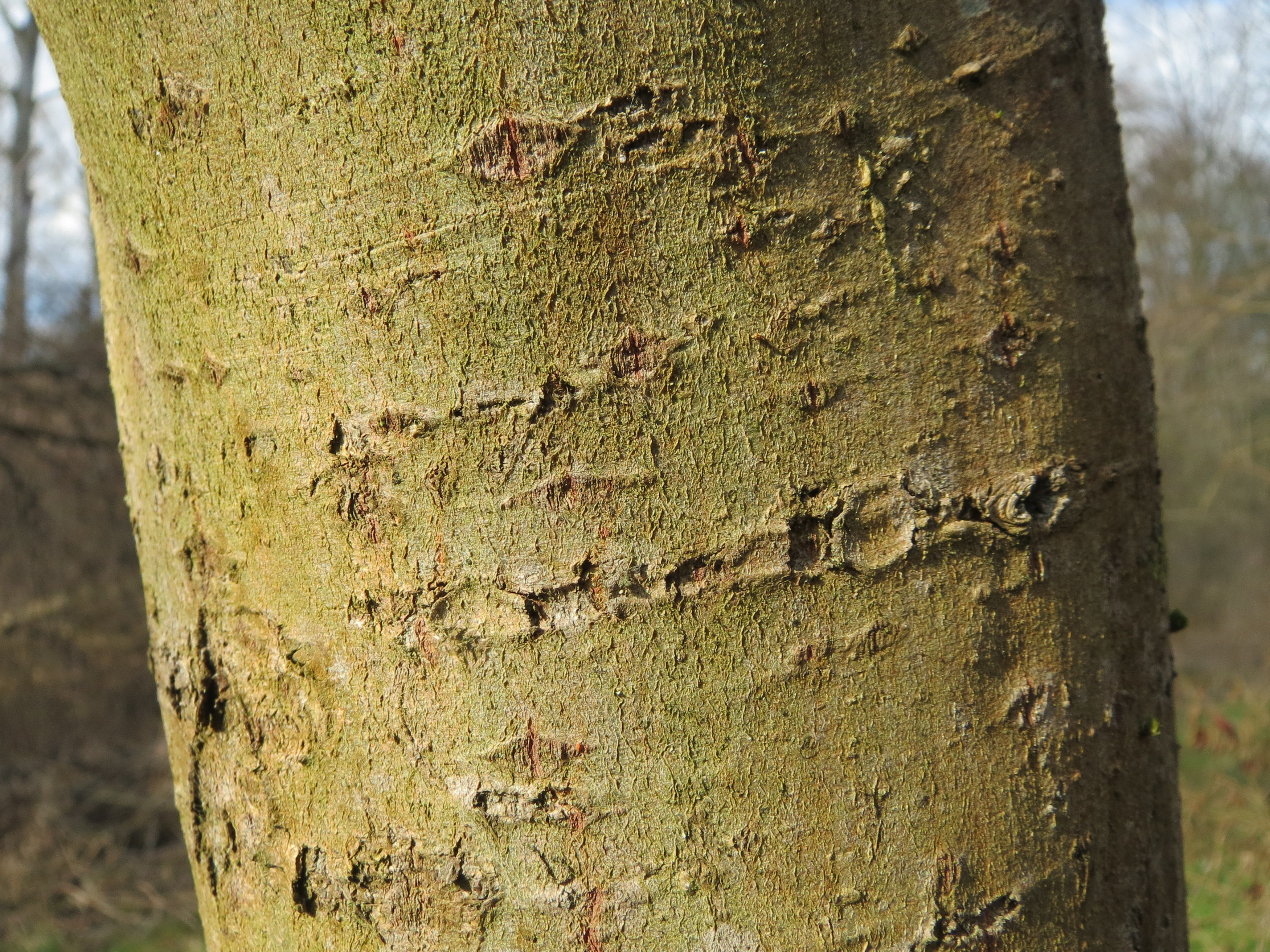
Écorce.

Les rameaux sont gris lorsqu'ils sont jeunes (voir 5 ci-contre), et sous leur écorce se développent (au bout de 2 à 4 ans) des cannelures saillantes.
Il a une durée de vie de 20 à 30 ans.[réf. nécessaire]

### Appareil reproducteur
La floraison se déroule en mars et avril, et débute avant l'apparition des feuilles.
Cette espèce étant dioïque, les individus sont soit mâle (voir 1), soit femelle (voir 3), et leurs fleurs sont réunies en chatons unisexués. Chaque fleur est précédée d'un nectaire correspondant au périanthe, et protégée par une bractée. Les fleurs mâles (voir 2) ont deux étamines velues avec des anthères jaunes. Les fleurs femelles (voir 4) ont un aspect court ; elles ne présentent qu'un seul ovaire uniloculaire à deux carpelles. Le fruit est une capsule tomenteuse qui s'ouvre par deux valves et libère des graines portant de longues soies (voir 6).

## Répartition et habitat

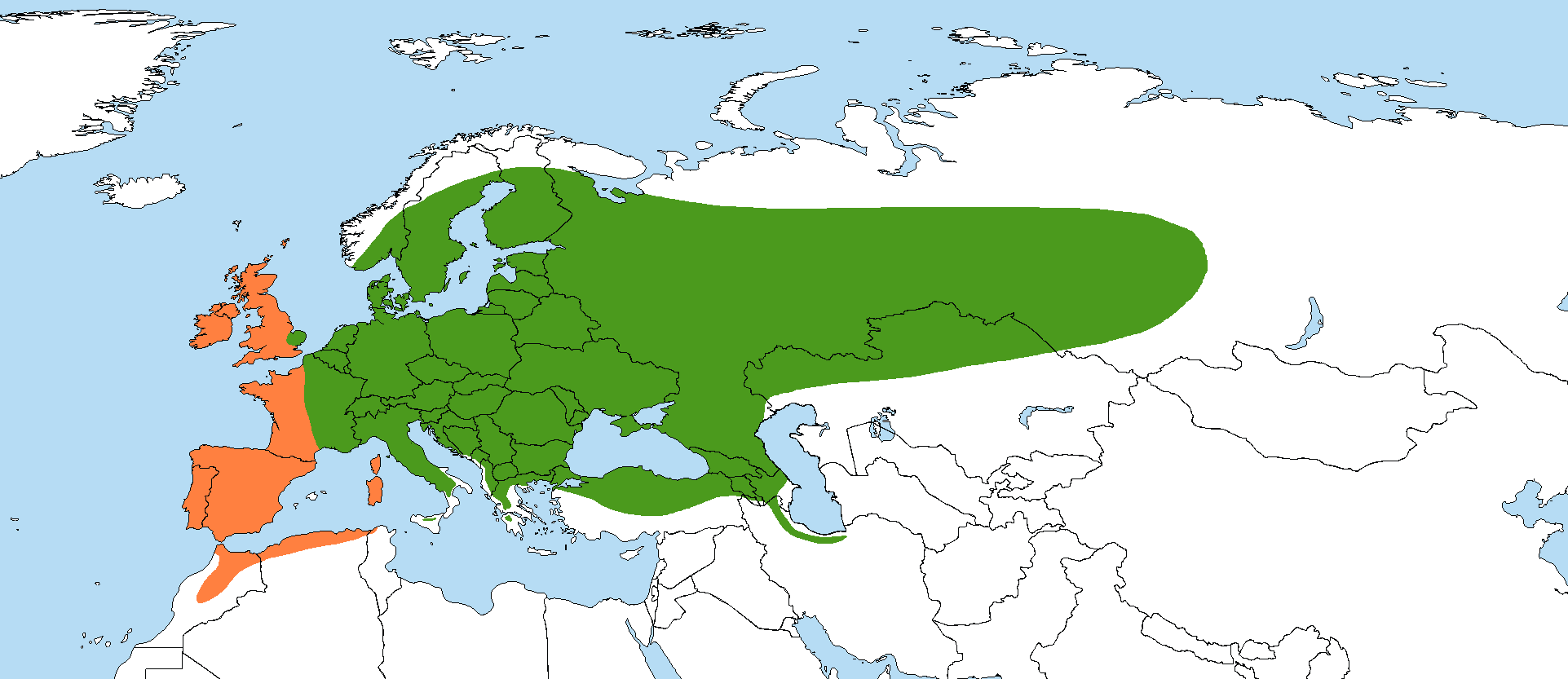
Carte de répartition du saule cendré :
Salix cinerea subsp. cinerea
Salix cinerea subsp. oleifolia

Le saule cendré est hélophile (milieux marécageux), ainsi que hygrophile (sols inondés ou tourbeux). Cet arbre se rencontre essentiellement au bord de l'eau, dans les tourbières, les forêts et les prairies humides.
La plante est présente en Chine, dans le Xinjiang (Ertix He valley), au Kazakhstan, en Russie, en Afrique du Nord et en Europe. Elle a été introduite au Canada et aux États-Unis.

## Utilisation
L'écorce possède des vertus antirhumatismales car elle contient de la salicine et de l’acide salicylique entrant dans la composition de l’aspirine.
Le bois est facile à fendre. Il est utilisé en vannerie, pour la menuiserie, à cercler les tonneaux, et pour les allumettes.
L’écorce est riche en tanin (utilisé pour le tannage des peaux).

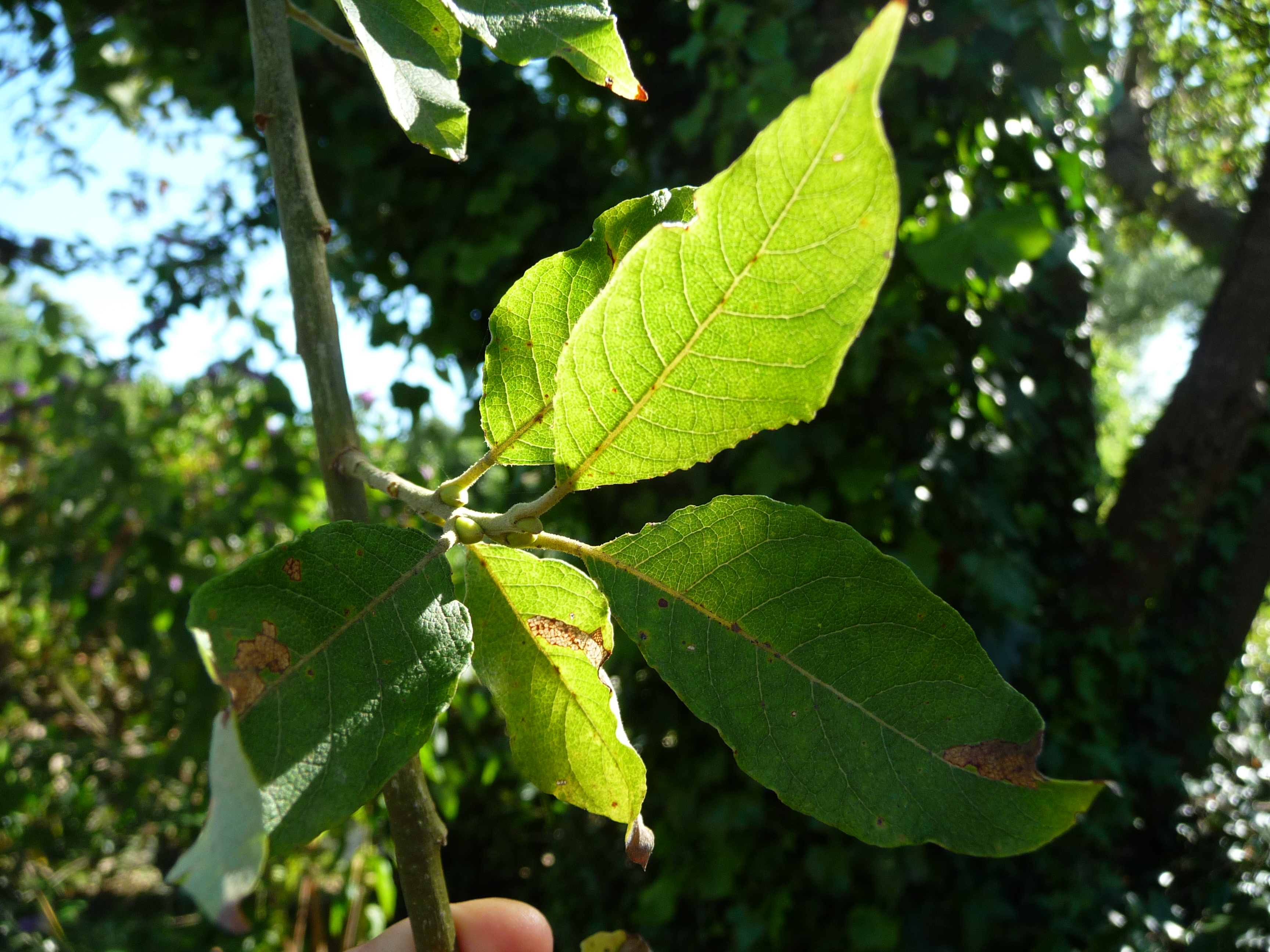
Détail des feuilles (Jardin des Olfacties, à Coëx, en Vendée).